# Вулиця Гаркуші
Ву́лиця Гарку́ші або Вулиця Іллі Гаркуші — вулиця у Харкові, у Київському районі, в історичній місцевості П'ятихатки. Йде від проспекту Академіка Курчатова до вулиці Академіка Вальтера. Вулиця названа на честь Іллі Федосійовича Гаркуші (1892—1965), начальника креслярського бюро Харківського електромеханічного заводу, члена харківського підпільного обкому комуністичної партії в роки Другої світової війни.